# Титовка (Мурманская область)
Тито́вка — железнодорожная станция (тип населенного пункта) в Печенгском районе Мурманской области. Входит в сельское поселение Корзуново.
Расположена на правом берегу реки Титовка. Сообщение только железнодорожным транспортом. В 1 км от станции расположен аэродром Кошка-Явр.
Решением Мурманского облисполкома от 11 июня 1959 года станция Титовка железной дороги «Мурманск — Печенга» передана из Полярного района в Печенгский район.

## Население
| 2002 | 2010 |
| ---- | ---- |
| 33   | ↘1   |

Численность населения, проживающего на территории населённого пункта, по данным Всероссийской переписи населения 2010 года составляет 1 человек, из них 1 женщина (100 %).